# Banca centrale di Trinidad e Tobago
La banca centrale di Trinidad e Tobago è la banca centrale dello stato caraibico di Trinidad e Tobago. La moneta ufficiale dello stato è il dollaro trinidadiano (TT Dollar).
La Banca Centrale di Trinidad e Tobago si trova nel complesso finanziario Eric Williams. Il complesso è costituito dall'auditorium della banca centrale e da due grattacieli, conosciuti localmente come le Torri Gemelle. La prima torre ospita la Banca Centrale di Trinidad e Tobago e la seconda torre ospita il Ministero delle Finanze. È stata solo la seconda banca centrale ad essere istituita nei Caraibi di lingua inglese, dopo la Banca della Giamaica che è stata fondata nel 1960.

## Storia

### In precedenza
Prima dell'istituzione della Banca centrale nel 1964, e all'indomani della seconda guerra mondiale, la politica monetaria e la gestione erano in gran parte condotte da diverse istituzioni. Il British Caribbean Currency Board, fondato nel 1951, emetteva e riscattava valuta con poca o nessuna considerazione dei prezzi o delle condizioni di credito nell'economia nazionale. Le politiche creditizie delle banche estere erano gestite dalla sede centrale e le questioni valutarie erano amministrate dalla "Divisione Cambi" del Ministero delle Finanze.
Con l'approvazione della legge sulla banca centrale (n. 23 del 1964), la Banca si è assunta la responsabilità della conduzione della politica monetaria che si riferisce in generale alle azioni e alle decisioni intraprese dalla Banca per creare condizioni monetarie adeguate in linea con gli obiettivi di sviluppo del paese. La conduzione della politica monetaria è influenzata in modo significativo dal ritmo dell'attività economica reale, dalle operazioni fiscali del governo, dagli afflussi di capitali e dalle operazioni delle banche commerciali. Questi fattori hanno un impatto sulla liquidità e, a loro volta, influenzano l'inflazione, le riserve valutarie e il tasso di cambio.

### Le sfide
Nella sua esistenza, la Banca centrale ha affrontato molte sfide, alcune a causa di shock esogeni, altre a causa dell'impatto delle politiche interne. Quando fu istituita nel 1964, Trinidad e Tobago faceva parte dell'area della sterlina che garantiva la piena convertibilità della valuta locale in sterline. Il ministero delle Finanze ha amministrato i controlli sui cambi nei confronti di altre valute.
La fine degli anni '60 e l'inizio degli anni '70 furono caratterizzati da grandi turbolenze sia in patria che all'estero. La fonte esterna di turbolenze è stata legata alle continue preoccupazioni per la forza della sterlina e per l'ancoraggio dollaro/sterlina TT. Nel novembre 1967, quando la sterlina fu svalutata, il dollaro TT fu adeguato dello stesso importo per mantenere la sua parità con la sterlina. Nel 1970, l'amministrazione dei controlli sui cambi fu delegata alla Banca, la sterlina fu soggetta a controlli sui cambi e l'ancoraggio al dollaro TT fu spostato dalla sterlina britannica al dollaro USA ad un tasso di TT$2,40 per dollaro USA. I regolamenti sulle finanze della difesa del 1942, in base ai quali erano stati amministrati i controlli sui cambi, furono sostituiti da un nuovo Exchange Control Act nel 1970.
Le turbolenze interne dei primi anni '70 si presentarono sotto forma di sconvolgimenti socio-politici e di quella che divenne nota come la Rivoluzione del Potere Nero. Una conseguenza di questo sconvolgimento è stato il movimento verso la localizzazione delle banche commerciali, avviato dal governo ma con la Banca che ha svolto un ruolo importante.
A metà degli anni '80, la Banca ha affrontato una grave minaccia per il sistema finanziario quando i prezzi del petrolio sono crollati e l'economia è scivolata in recessione. Diverse istituzioni finanziarie non bancarie (IFN) sono fallite a causa della debolezza dei controlli interni e dell'eccessiva esposizione al mercato immobiliare. Inizialmente, la Banca centrale, in collaborazione con le banche commerciali, ha fornito un sostegno finanziario a breve termine. Quando è stato chiaro che il problema non era di liquidità ma di insolvenza, la Banca si è mossa per chiudere cinque delle IFN. A metà degli anni '80, la crisi delle società finanziarie avrebbe assorbito gran parte dell'energia della dirigenza della Banca.
Nel 1986, a seguito degli insegnamenti tratti dalla crisi dell'IFN, sono state apportate diverse modifiche alla legge sulla banca centrale e alla legge sulle istituzioni finanziarie (non bancarie). Le modifiche hanno conferito alla Banca poteri speciali di emergenza per intervenire nelle istituzioni finanziarie al fine di tutelare gli interessi dei depositanti e dei creditori. Hanno anche istituito la Deposit Insurance Corporation come filiale della Banca. Le modifiche sono state abbastanza tempestive, in quanto la Banca le ha utilizzate nello stesso anno per chiudere cinque IFN. La Banca è stata inoltre chiamata ad intervenire nella Banca cooperativa di Trinidad nel 1986 e nella Banca dei lavoratori nel 1989.
Nel 1993, la Banca si è mossa per fondere le tre istituzioni locali – Banca Commerciale Nazionale, Banca dei Lavoratori e Banca Cooperativa di Trinidad – per formare la First Citizens Bank (FCB). Queste azioni sono state concepite per evitare perdite per i depositanti e prevenire problemi sistemici nel sistema bancario. Fin dall'inizio, la Banca centrale ha avuto un ruolo di sviluppo. A partire dall'inizio del decennio degli anni '80, la Banca è stata coinvolta in una serie di iniziative di rafforzamento istituzionale. Così, ad esempio, nel 1981 la Banca ha lavorato alla creazione della Borsa di Trinidad e Tobago e della Trinidad e Tobago Unit Trust Corporation. Nel 1986, in collaborazione con le banche commerciali, le compagnie di assicurazione sulla vita, il National Insurance Board e l'International Finance Corporation, è stata istituita un'altra istituzione familiare: la Home Mortgage Bank.
Negli ultimi anni la Banca ha continuato a perfezionare il proprio quadro di politica monetaria e ad aggiornare il proprio regime regolamentare e di vigilanza per renderlo più in linea con le migliori prassi internazionali. Il nuovo quadro monetario introdotto nel 2002 utilizza il tasso di pronti contro termine (il tasso al quale la Banca è disposta a fornire finanziamenti overnight alle banche commerciali) come strumento principale per indicare la direzione desiderata dei tassi di interesse bancari e per comunicare l'orientamento di politica monetaria desiderato. La Banca ha inoltre attuato una riduzione graduale della riserva obbligatoria applicata alle banche commerciali. 
Nel 2013 la Banca è diventata il 100° membro dell'Alleanza per l'inclusione finanziaria. Inoltre, ha assunto l'impegno della Dichiarazione Maya di trasformare il Programma Nazionale di Alfabetizzazione Finanziaria in un Istituto Nazionale di Formazione per l'Inclusione Finanziaria. L'istituto lavora con le principali parti interessate per sviluppare una strategia nazionale di inclusione finanziaria basata sui principi di leadership, cooperazione e responsabilizzazione del G-20. La strategia di inclusione finanziaria si concentra sui principali pilastri dell'educazione finanziaria e della protezione dei consumatori finanziari.